# Limnephilus fenestratus
Limnephilus fenestratus är en nattsländeart som först beskrevs av Zetterstedt 1840.  Limnephilus fenestratus ingår i släktet Limnephilus och familjen husmasknattsländor. Arten är reproducerande i Sverige. Inga underarter finns listade i Catalogue of Life.